# Liberty Aerospace
Liberty Aerospace est une compagnie de construction aéronautique basée à Melbourne, en Floride.
La compagnie produit un modèle, le Liberty XL2, un aéronef à deux sièges de tourisme basé sur le modèle britannique Europa. Le design du XL2 reçu le certificat du FAA pour la construction au printemps 2006 et commença à se vendre sur les marchés européen et nord-américain.

## Histoire

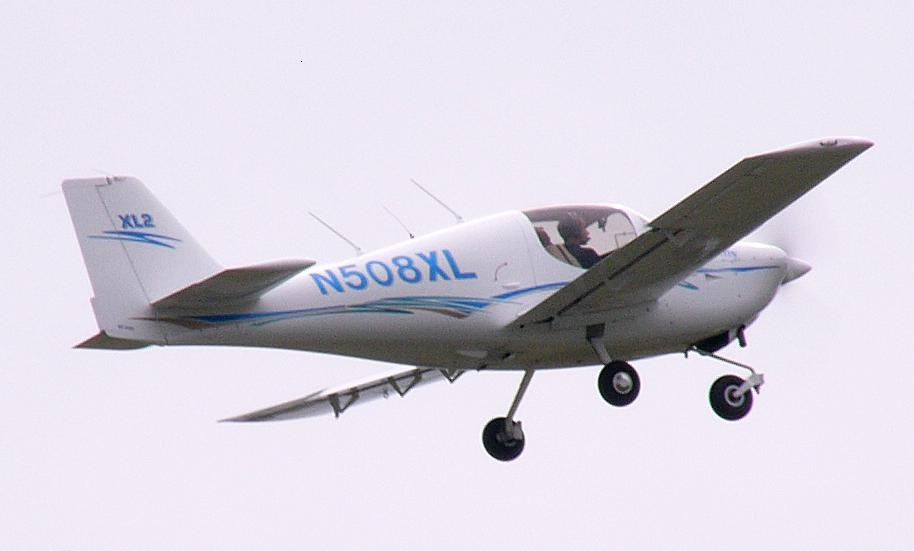
Le Liberty XL2

La société Liberty Aerospace, Inc. a été constituée au Delaware en tant qu'entreprise à profit. le 6 octobre 2000. Liberty Aerospace, Inc. a été enregistrée en Floride comme entreprise étrangère à profit le 7 avril 2004. Liberty Aerospace Holdings, Inc. a été constituée au Delaware comme entreprise à profit le 23 avril 2004.
En octobre 2004, la Kuwait Finance House, une filiale de Kuwait Finance House de Bahreïn, a acquis 75 % de Liberty Aerospace pour environ 60 millions de dollars.